# Æthelric (Sherborne)
Æthelric († zwischen 1011 und 1012) war Bischof von Sherborne. Er wurde zwischen 1001 und 1002 zum Bischof geweiht und trat sein Amt im selben Zeitraum an. Er starb zwischen 1011 und 1012.